# Георги Попхристов
Вижте пояснителната страница за други личности с името Георги Попхристов.
Георги Попхристов Стойчев (изписване до 1945 година: Георги попъ Христовъ) е български учител и революционер, организатор и войвода на Вътрешната македоно-одринска революционна организация, член на ЦК на ВМРО. Използва псевдоними като Бистров, Бисеров, Виктор, Гьоре Кръстофореца, Йосиф Ариматейски, Йосиф Бистров, Мужик, Червенио, Форов, Флоров, Виктор, Смилевец.

## Биография

### Ранни години
Георги Попхристов е роден през 1876 година в село Кърстоар, тогава в Османската империя, в семейството на възрожденския деец Христо Стойчев. Започва образованието си в село Буково на гръцки език, след това учи в новооткритото българско училище в родното си село и в българската класическа гимназия в Битоля. Тогава Георги Попхристов осъзнава:
| „ | Схващах, че идеята се състои главно в туй, да се събуди българщината и затова и сам агитирах по околните гъркомански села, напр. и в Буково... | “ |

След като завършва IV клас става български екзархийски учител в Кърстоар. След една година заминава за Солун и в 1896 година завършва с осмия, последен випуск педагогическите курсове на Солунската българска мъжка гимназия. Назначен е за учител в Кавадарци и се присъединява към ВМОРО.

### Във ВМОРО
Георги Попхристов учителства и в село Варош, а после през 1898 – 1899 и в Прилеп. След това се премества в Леринско където развива комитетите. Спомага организирането на първата чета в района на Марко Лерински. След това доверява местните комитети на Филип Георгиев и заминава за Битолско по заръка на Даме Груев, като става учител в Битоля, за да не буди подозрение в турската власт. Там заедно с Васил Пасков, Георги Пешков, Неделко Дамянов и Аце Дорев поемат ръководството на окръга. В началото на 1902 година придружава Гоце Делчев на обиколка из Костурско. След Йосифовата афера е арестуван на 19 февруари 1902 година и е осъден на смърт, амнистиран е през февруари 1903 година. Делегат е на Смилевския конгрес, на който е избран за заместник на Даме Груев като член на главния щаб на въстанието и като член на Демирхисарското горско началство. После се премества в Леринско и заедно с Михаил Чеков наказва предателите, виновни за смъртта на поручик Георги Папанчев и други дейци на ВМОРО в село Баница.
На 2 август е обявено началото на Илинденско-Преображенското въстание в Леринско. Михаил Чеков, Георги Попхристов, местният войвода Тего Хаджиев и Георги Чакъров от Банско, специалист по взривовете заедно с чета от 200 души нападат гарата на Екши Су. След успешното нападение на гарата обикалят района и прекъсват телеграфните жици, след това се срещат с Васил Чекаларов и заедно атакуват казармите в село Невеска. Чрез изненада постигат голям успех, като пленяват 7 войници и взимат 40 пушки. В планината Върбица до обединената чета достига новина за идваща от към село Загоричани голяма армия с артилерия. След кратко сражение се изтеглят към село Емборе, а оттам към Любетинското блато за среща с Любетинската чета. В Негован пленява видния гъркоман Лаки Давидков от Лерин с жена му и други гъркомани, но ги помилва, след което Лаки Давидков заема пробългарска позиция.

Георги Попхристов се крие до есента на 1903 година, когато заедно с Михаил Чеков се изтеглят към село Буф срещат с Борис Сарафов и четирима преспански войводи. След въстанието се изтегля в Гърция и е арестуван във Волос, за което пише в спомените си: 
| „ | В участъка ни разследваха двама офицери. Първо ме запитват, дали зная гръцки и защо не зная. Аз им отговарям: „Не зная, защото не съм грък, а българин“. Те се учудват и казват: „Как така ти си родом от Македония и да не знаеш гръцки, когато Македония е наша и пр.“ След това питаха кой ни е дал оръжие за въстанието. Казвам им: „Никой, с пари сме го купували от вас и гдето сме могли да намерим“. Те си останаха с убеждението, че аз не съм от Македония, а че съм български офицер. Не можаха да повярват също, че ние сме си направили въстанието. Казваха: „Български офицери като Сарафов и други направили въстанието, а не вие“. Още тогава схванах каква злоба и какви замисли се пораждат у гърците срещу нас, българите в Македония. | “ |

Бяга от ареста в Пирея, после в Атина, където с помощта на Георги Киселинчев успешно се прехвърля във Варна, България.

### Възстановяване на организацията
В края на 1903 година участва на заседания на дейците на ВМОРО в София. През март 1904 година се връща в Македония, заедно с войводата Ванчо Сърбаков, после с Боби Стойчев, а след това участва във възстановяването на организацията в Битолско. Участва на Прилепския конгрес на Битолския революционен окръг в 1904 година.
| Чета на Георги Попхристов, 30 март 1904 година | Чета на Георги Попхристов, 30 март 1904 година | Чета на Георги Попхристов, 30 март 1904 година | Чета на Георги Попхристов, 30 март 1904 година | Чета на Георги Попхристов, 30 март 1904 година |
| Номер                                          | Име                                            | Селище                                         | Околия                                         | Забележка                                      |
| ---------------------------------------------- | ---------------------------------------------- | ---------------------------------------------- | ---------------------------------------------- | ---------------------------------------------- |
| 1.                                             | Георги Попхристов                              | Кръстофор                                      | Битолска                                       |                                                |
| 2.                                             | Цаки Марков                                    | Битоля                                         | Битолска                                       |                                                |
| 3.                                             | Вангел Костов                                  | Битоля                                         | Битолска                                       |                                                |
| 4.                                             | Наум Янев                                      | Струга                                         | Охридска                                       |                                                |
| 5.                                             | Никола Иванов                                  | Битоля                                         | Битолска                                       | за лечение                                     |

Прехвърля се в Костурско, където заедно с Митре Влаха започват да възстановяват организацията. След това се прехвърля в Леринско през юли 1904 година. Определя Пандил Шишков да ръководи Ексишуйския район със селата Екши Су, Негован, Айтос, Любетино, Зелениче, Сребрено, Прекопана. Тане Горничевски в Баница, Церово, Горничево, Пътеле, Суровичево, Росен, Забърдени, Борешница, Чеган. Леко Джорлев действа в Сетина, Вощарани, Крушоради, Сович, Живойно, Попадия, Попължани, Върбени, Неокази и Арменово. А сам Георги Попхристов взима Нередския район със селата Неред, Долно и Горно Котори, Лаген, Кучковени, Лексовец, Песочница, Крапешино, Търсие, Арменско, Буф.
По-късно същата година повторно преминава в Костурско и във Вич планина на среща с войводите организира района: Митре Влаха в Корещата и Преспата, Христо Цветков и Никола Кузинчев в Пополе-кол, Атанас Кършаков – някои села от Кореща и Рулската река, а Никола Добролитски с Пандо Сидов, секретар – Костенарията. По-късно в Неред назначава Никола Андреев.
Обикаля пак Леринско, оставя четата си да зимува в Буково и влиза в Битоля. Там към него се присъединява Тодор Златков като секретар. После стига до Охридско и Кичевско, където също преорганизира революционната борба. Есента на 1905 година напуска Македония. Делегат е на Рилския конгрес през октомври 1905 година.

### Мирен живот
През 1906 година Георги Попхристов се разболява от малария, а успоредно с това страда от ревматизъм и започва продължително лечение в Баня. За да се издържа работи като учител в софийското село Желява през учебната 1906 – 1907 година, а по същото време се жени за битолската учителка Василка Стефанова, която активно подпомага революционната дейнсот на ВМОРО докато е в Македония. Разграничава се от дясното крило във ВМОРО и не е избран за делегат на Кюстендилския конгрес от 1908 година.
След Младотурската революция в 1908 година работи в Битоля като учител в местното българско начално училище. Става деец на Съюза на българските конституционни клубове и е избран за делегат на неговия Учредителен конгрес от Воден. Избран е от Битоля за един от 25-те български депутати на албанската конференция в Цариград, след което се завръща в Битоля. През декември 1909 година, след промяната на политиката на младотурското правителство към ликвидиране на националните организации и налагане на османизма, Попхристов е арестуван заедно с Александър Евтимов, Георги Николов, Павел Христов, Аце Дорев и Милан Матов по аферата с убийството на ренегата Йово Йованович. След два месеца затвор всички са оправдани от военен съд и освободени. На 14 септември 1910 години при обезоръжителната акция е отново арестуван, измъчван и заточен в Айдън, откъдето съумява да избяга заедно с Александър Евтимов и Васил Клисаров от Крушево през 1911 година в България, след което започва работа в Главна дирекция на статистиката.

### Войни за национално обединение
С наближаването на Балканската война се включва повторно в дейността на ВМОРО. Заедно с Павел Христов и Димитър Влахов прави опит да помири върховисткото и централистките крила в организацията, като в крайна сметка успяват. На свикан общ конгрес на всички македонски благотворителни братства се избира изпълнителен комитет в състав: председател Александър Протогеров, подпредседател Полихрон Нейчев, секретар Георги Попхристов, касиер запасният капитан К. Дишов, счетоводител Антонов и съветник Димитър Ачков.
Участва в Балканската война като войвода на чета №18 на Македоно-одринското опълчение, съставена от 8 души. Заедно с четите на Алексо Стефанов, Павел Христов, Марко Иванов, Алеко Джорлев преминават границата преди началото на войната. Водят сражение в Конопище, Тиквешко, след което Георги Попхристов и новодошлата Костурска съединена чета продължават за Леринско. Там се срещат с гръцката армия в Баница и участват при превземането на височините Килит-дервен-тунела, след което изпълняват предимно разузнавателна дейност в авангарда на съюзническите армии около Битоля. За кратко се прибира в София, а през Междусъюзническата война участва в трета бригада на Девета прилепска дружина на Македоно-одринското опълчение при Александър Протогеров. След демобилизацията започва работа в София.
Георги Попхристов участва в Първата световна война в първи полк, втора дружина, първа рота на 11 македонска дивизия с чин старши подофицер. След това е назначен за пунктов началник в Битоля по разузнаването, а след това е назначен за втори секретар при Битолското окръжно управление. 
В Битоля, по думите на Милан Матов, той прави лошо впечатление на гражданите, защото в качеството си на началник започва безразборно да си отмъщава на свои непокорни приятели или неприятели – бивши ръководители. Интернира доста гъркомани, сърбомани, цинцари, но и доста българи. Заедно с Тома Джеджов извършва множество изнудвания за крупни суми над много българи и други. След загубата на града се премества в Кичево, където остава до 17 март 1917 година. След това работи в Скопие, Струга и Охрид. След края на войната се прибира със семейството си в София, където започва работа. Пенсионира се през 1921 година, с необходимия стаж като учител и чиновник в статистиката в София.

### Във ВМРО
След края на войната Георги Попхристов е неутрален по отношение на враждуващите дейци в революционната организация. През 1921 година участва в основаването на Илинденската организация и става неин секретар. След Деветоюнския преврат от 1923 година става битолски войвода на Вътрешната македонска революционна организация. Преминава в Албания и заедно с Александър Протогеров, Перо Шанданов, Васил Пундев, Иван Стоянов, Алексо Стефанов, Крум Петишев, Тасе Христов, Алия Абраимов от Пласница, Ламбро Маркулев, Лазар Ашлаков, Никола Гушлев и други шестима преминават във Вардарска Македония. Обикалят Ресенско, Демирхисарско, Охридско и Кичевско и организират Битолски окръжен конгрес в планината Томор. Избран е за член на окръжното тяло заедно с Петър Шанданов и Алексо Стефанов. Завръща се в България през Италия в края на септември 1924 година.
След убийството на Тодор Александров Георги Попхристов на Шестия конгрес на ВМРО през 1925 година е избран за член на Централния комитет. До януари 1928 година престоява в Албания откъдето поддържа връзки с Битолския революционен окръг, след което започва работа по свикване на общия конгрес на ВМРО. След убийството на Александър Протогеров оглавява групата на недоволните от едноличното управление на Иван Михайлов, т.нар. протогеровисти. През 1929 година преминава от Албания в Битолски революционен окръг и води сражение край Смилево, а по-късно се събира за кратко с Петър Шанданов, Кръстан Поптодоров и Петър Трайков. През февруари 1930 година заедно с Петър Шанданов издават декларация на ЦК на ВМРО.
По нареждане на Иван Михайлов през 1931 година се оттегля от политическата дейност, заедно с Кирил Пърличев и Михаил Шкартов.

### Последни години
След започването на българското управление във Вардарска Македония (1941 – 1944) година се заселва в Битоля. Взема участие в организирането на чети, преследващи комунистически партизани в Егейска Македония. През 1943 г. предлага хора, които да бъдат включени в контрачетите. Близък е и до областния директор на Битоля Христо Миладинов.
В края на 1951 година югославското правителство внася меморандум в Организацията на обединените нации, в който населението в Пиринска Македония е обявено за „югославско малцинство“, преследвано и тероризирано от властите в София. Видни стари македонски революционери – Георги Попхристов, Андон Кьосето, Димитър Занешев, Лазар Томов, Александра Хаджидимова, съпругата на Васил Чекаларов Олга Чекаларова – се обявяват в специална декларация против югославските претенции.
Георги Попхристов умира през 1962 година в София. Автор е на книгата „Революционната борба в Битолски окръг", София, 1953 година. Негов личен архивен фонд се съхранява в Държавна агенция „Архиви“.